# Manu Ríos
Manuel Ríos Fernández est un acteur et chanteur espagnol, né le 17 décembre 1998 à Calzada de Calatrava (Ciudad Real). Il est connu pour son rôle de Patrick Blanco dans la série Netflix Élite. Il travaille dans l'industrie du divertissement depuis l'âge de neuf ans.

## Biographie

### Jeunesse
Manuel Ríos Fernández naît le 17 décembre 1998 à Calzada de Calatrava, un village de la province espagnole de Ciudad Real, dans la communauté autonome de Castille-La Manche. Sa mère est coiffeuse et son père, électricien. Il a un frère aîné, né en 1995. À cinq ans, il chante déjà pour les clients du salon de coiffure de sa mère. À 9 ans, il commence sa carrière dans le monde du divertissement, en participant à un programme de téléréalité en Castille-La Manche. L'année suivante, il participe en tant que danseur à ¡Tu sí que vales!, un spectacle de talents espagnol,.

### Carrière

#### Cinéma
En 2002, Manu Ríos apparaît dans le téléfilm ¿Dónde está? de Juan Carlos Claver.
En 2010, il participe à l'œuvre théâtrale et musicale des Misérables en interprétant le rôle de Gavroche Thénardier. Plus tard, il participe aussi à d'autres comédie musicale sur scène à Madrid, comme Parchís no mundo mágico ou Don Pepito (à la recherche du cirque perdu).
En 2014, il commence à jouer dans la série télévisée El chiringuito de Pepe (es), sur la chaîne Telecinco, où il interprète le personnage de Mauri Martínez, bien qu'il a auparavant déjà participé dans des concours musicaux comme Tú si que vales y Cántame una canción.
Début 2021, il apparaît dans le court métrage comique La Tarotista afin de promouvoir le prochain contenu arrivant sur Netflix. En juin 2021, il fait une percée internationale en jouant Patrick Blanco, l'un des rôles principaux de la quatrième saison de la série Élite sur Netflix.
En 2022, il a joué le rôle principal dans L'Âge de la colère (La edad de la ira), une adaptation du roman éponyme à succès de Nando Lopez. Il dépeint Marcos, un adolescent introverti qui grandit dans un environnement familial toxique, accusé du meurtre de son père.
En mai 2023, il est au Festival de Cannes 2023, avec Ethan Hawke et Pedro Pascal, pour présenter en avant-première le court métrage de Pedro Almodóvar Strange Way of Life. Il apparaît dans la série Netflix El silencio, dans laquelle il joue un agent immobilier aux côtés de Arón Piper, son ancien partenaire de la série Élite. Début juillet, il est choisi par le créateur d'Élite, Carlos Montero, pour le rôle de Biel dans la série Netflix Respira (2024), aux côtés de Najwa Nimri, Aitana Sánchez-Gijón et Blanca Suárez.

#### Musique
En 2008, Manu Ríos commence à sortir des reprises de chansons sur Youtube, ce qui lui a valu le surnom de « Justin Bieber espagnol ». Il étudie le ballet classique et la danse urbaine, et remporte les championnats d'Espagne de danse hip-hop.
Il est membre du groupe de musique Parchís lors de sa relance en 2012, un groupe musical pour enfants avec lequel il sort un album et fait une tournée dans toute l'Espagne,.
En 2013, il signe un contrat de 6 ans avec le producteur de musique, Richy Peña, et déménage avec ses parents et son frère aux États-Unis pour poursuivre une carrière musicale.

## Filmographie

### Cinéma

#### Court métrage
- 2021 : La Tarotista de Martina Hache : lui-même
- 2023 : Strange Way of Life de Pedro Almodóvar : le chanteur

### Télévision

#### Téléfilm
- 2002 : ¿Dónde está? de Juan Carlos Claver

#### Séries télévisées
- 2014 : Chiringuito de Pepe : Mauricio « Mauri » Martínez (5 épisodes)
- 2021-2022: Élite : Patrick Blanco Commerford (24 épisodes)
- 2022 : L'Âge de la colère ((La edad de la ira) : Marcos (mini-série ; 4 épisodes)
- 2023 : El silencio : Eneko (mini-série ; 6 épisodes)
- 2024 : Respira : Biel (8 épisodes)

## Théâtre
- 2010 : Les Misérables, d'après Victor Hugo : Gavroche Thénardier, comédie musicale, au théâtre Lope de Vega
- 2012-2013 : Don Pepito : Don Pepito, comédie musicale, au théâtre Lope de Vega

## Voix françaises
En version française, Enzo Ratsito et Martin Faliu ont prêté leurs voix à Manu Ríos.
- Enzo Ratsito dans (les séries télévisées) :
  - Élite
  - Respira

### Et aussi
- Martin Faliu dans El silencio (série télévisée)

## Distinctions

### Nomination
- Fotogramas de Plata 2022 : meilleur acteur de série télévisée[20]